# Malka Smolnița, Dobrici
Malka Smolnița (în bulgară Малка Смолница, în română Ceamurlia Mică) este un sat în comuna Dobricika, regiunea Dobrici, Dobrogea de Sud, Bulgaria. 
Între anii 1913-1940 a făcut parte din plasa Ezibei a județului Caliacra, România. Împreună cu satul Ceamurlia de Mijloc formau comuna Ceamurlia.

## Demografie
Componența etnică a satului Malka Smolnița
     Bulgari (77,34%)
     Romi (6,25%)
     Turci (11,71%)
     Nicio identificare (4,68%)
La recensământul din 2011, populația satului Malka Smolnița era de 128 locuitori. Din punct de vedere etnic, majoritatea locuitorilor (77,34%) erau bulgari, existând și minorități de turci (11,71%) și romi (6,25%). Pentru 4,68% din locuitori nu este cunoscută apartenența etnică.